# متلازمة شفط المياه المالحة
متلازمة شفط المياه المالحة هي اضطرابُ غوصٍ نادرٍ، يُعاني منه الغواصون الذين يستنشقون رذاذ ماء البحر بسبب مشكلةٍ في صمام منظم الغوص مما يؤدي لتهيجٍ في الرئتين. تختلف هذه المُتلازمة عن شفط المياه المالحة كسائلٍ، أي الغرق. يمكن علاجها بالراحة لعدة ساعات، وإذا كانت الحالة شديدة، قد تحتاجُ لتدخلٍ طبي.
تُوجد عدة أعراضٍ لمتلازمة شفط المياه المالحة، وتتضمن ألمًا، وزرقةً، وحمى طفيفة، وضيقٍ في النفس.